# Marek Margoč
Marek Margoč es un deportista eslovaco que compitió en atletismo adaptado. Ganó una medalla de oro en los Juegos Paralímpicos de Atenas 2004 en la prueba de lanzamiento de peso (clase F40).

## Palmarés internacional
| Juegos Paralímpicos | Juegos Paralímpicos | Juegos Paralímpicos | Juegos Paralímpicos |
| Año                 | Lugar               | Medalla             | Prueba              |
| ------------------- | ------------------- | ------------------- | ------------------- |
| 2004                | Atenas (Grecia)     | Medalla de oro      | Peso F40            |